# Ювеналій (Машковський)
Єпископ Ювеналій (в миру Віктор Костянтинович Мошковський ; 15 листопада 1883, село Рожнівка, Курська губернія — †12 квітня 1941, Ухто-Іжемський ВТТ, Комі АРСР) —  інспектор Полтавської духовної семінарії. Єпископ Відомства православного сповідання Російської імперії, єпископ Вологодський. В часи першої большевицької окупації України - обновленський митрополит Одеський, митрополит Київський РПЦ. 

## Життєпис
Народився в сім'ї дворян Курської губернії. Закінчив юридичний факультет університетського відділу Катковського ліцею.
6 вересня 1906 без іспитів прийнятий до Московської духовної академії на І курс. За указом Синоду від 19 жовтня 1906 за № 11559 зарахований до списку студентів ІІ курсу, із звільненням його від тих небогословських дисциплін, які вивчав у ліцеї.
3 липня 1909 у скиту Троїцько-Сергієвої лаври пострижений в чернецтво та рукопокладений в ієродиякона. 8 серпня рукопокладений в ієромонаха.
1909 — закінчив Московську духовну академію зі ступенем кандидата богослов'я.
29 березня 1910 — викладач Курської духовної семінарії.
30 вересня 1910 — інспектор Полтавської духовної семінарії.
9 листопада 1912 — призначений ректором Тверської духовної семінарії із зведенням в сан архімандрита.
1913 — настоятель Російської посольської церкви у Константинополі.
1916 — призначений настоятелем Російської посольської церкви в Афінах.
1917 — приписаний до Олександро-Невської Лаври. Настоятель Введено-Ояцького монастиря Петроградської єпархії.
Григорій (Чуков) давав йому таку характеристику

| Людина розвинута, освічений і вихований. Погляди просвітницькі, полюбляє теоретичні питання, палає жадобою практичної церковної діяльності, частково і виявляє її по селах. Ще молодий, але міг би бути діяльним архієреєм. Аристократичні звички та погляди все ж потужні у ньому[1]. |
12 (25) квітня 1920 — хіротонія в єпископа Павловського, вікарія Нижньогородської єпархії.
З серпня 1922 — єпископ Ардатовський, вікарій Нижньогородської єпархії.
В кінці 1922 — пішов до обновленців і був призначений єпископом Єлизаветградським, вікарієм Одеської єпархії.
Від 1926 — обновленський митрополит Одеський.
1928—1929 — обновленський митрополит Київський.
У 1930 пішов на покій.
У 1935 приніс покаяння. Був прийнятий як архієрей старої постави в сані єпископа, але йому була оголошена епітимія, яку він проходив у Владимирці. Патріарх Сергій у 1943 писав, ставлячи Ювеналія за приклад іншим обновленським архієреям: «обновленський митрополит Ювеналій Машковський, вступаючи у відносини з Церквою, сам оголосив, що йому незручно тепер зберігати за собою митрополицтво, і з тієї пори йменував себе просто єпископом. Нехай приклад єпископа Ювеналія буде предметом наслідування і для прохача».
6 березня 1936 митрополитом Сергієм він був призначений єпископом Брянським.
Почав готуватися до переїзду в Брянськ, листуватися з Брянським духовенством, та 26 квітня 1936 був арештований у Володимирі. Обвинувачувався у тому, що прагнув ліквідувати обновленства в Україні, очолив нелегальну Духовну Академію, організовану при катедрі Володимирського Архієрея з метою створення «антисовєцьких» кадрів; влаштовував «антисовєцькі збіговиська церковників».
21 вересня 1936 засуджений до 5 років таборів.
У той час як він знаходився у заточенні, він був призначений єпископом Вологодським. Як згадував єпископ Афанасій (Сахаров), що відбував разом з ним покарання: «Єпископ Ювеналій тільки що був призначений на Вологодську Єпархію, і перша та єдина служба його на цій єпархії був молебень у Вологодській в'язниці, здійснений нами, трьома Архієреями».
12 квітня 1941 помер у лазареті Ветлосан Ухтижемлага.
Повідомлення Мануїла (Лемешевського) про те, що Ювеналій знову перейшов до обновленців і у 1943 знову покаявся не відповідає дійсності.
21 березня 1989 реабілітований Прокуратурою Володимирської області.